# Mistrzostwa Europy w Zapasach 1984
39. Mistrzostwa Europy w zapasach odbywały się od 26 do 29 kwietnia w Jönköping (Szwecja).

## Styl klasyczny

### Medaliści
| Konkurencja | Złoto                   | Srebro                     | Brąz                |
| ----------- | ----------------------- | -------------------------- | ------------------- |
| -48 kg      | Məhyəddin Allahverdiyev | Vincenzo Maenza Orce Orcew | ----                |
| -52 kg      | Minsieit Tazietdinow    | Mihai Cișmaș               | Welin Dogandżijski  |
| -57 kg      | Kamil Fatkulin          | Pasquale Passarelli        | Petyr Bałow         |
| -62 kg      | Kamandar Madżydow       | Günter Reichelt            | Constantin Uță      |
| -68 kg      | Michaił Prokudin        | Ștefan Negrișan            | Panajot Kirow       |
| -74 kg      | Roger Tallroth          | Borisław Weliczkow         | Michaił Mamiaszwili |
| -82 kg      | Tejmuraz Apchazawa      | Angeł Bonczew              | Jarmo Övermark      |
| -90 kg      | Atanas Komszew          | Igor Kanygin               | Jeorjos Pozidis     |
| -100 kg     | Tamás Gáspár            | Thomas Horschel            | Nikołaj Bałboszyn   |
| +100 kg     | Aleksandyr Tomow        | Henryk Tomanek             | Igor Rostorocki     |

### Tabela medalowa
| Lp. | Państwo   | Złoto | Srebro | Brąz |
| --- | --------- | ----- | ------ | ---- |
| 1   | ZSRR      | 6     | 1      | 3    |
| 2   | Bułgaria  | 2     | 3      | 3    |
| 3   | Węgry     | 1     | 0      | 0    |
|     | Szwecja   | 1     | 0      | 0    |
| 5   | Rumunia   | 0     | 2      | 1    |
| 6   | NRD       | 0     | 2      | 0    |
| 7   | Polska    | 0     | 1      | 0    |
|     | Włochy    | 0     | 1      | 0    |
|     | RFN       | 0     | 1      | 0    |
| 10  | Finlandia | 0     | 0      | 1    |
|     | Grecja    | 0     | 0      | 1    |

## Styl wolny

### Medaliści
| Konkurencja | Złoto                | Srebro                           | Brąz             |
| ----------- | -------------------- | -------------------------------- | ---------------- |
| -48 kg      | Siergiej Korniłajew  | László Bíró                      | Adem Chasanow    |
| -52 kg      | Szaban Trstena       | Walentin Jordanow                | Rachim Nawrusow  |
| -57 kg      | Siergiej Biełogłazow | Brian Aspen                      | Georgi Kałczew   |
| -62 kg      | Simeon Szterew       | Wiktor Aleksiejew                | József Orbán     |
| -68 kg      | Arsen Fadzajew       | Jan Szymański                    | Kamen Penew      |
| -74 kg      | Taram Magomadow      | Martin Knosp                     | Kemał Mustafow   |
| -82 kg      | Efraim Kamberow      | Reiner Trik                      | Łukman Żabraiłow |
| -90 kg      | Wacha Jewłojew       | İsmail Temiz                     | Jan Górski       |
| -100 kg     | Magomied Magomiedow  | Uwe Neupert                      | Tomasz Busse     |
| +100 kg     | ----                 | Sałman Chasimikow Adam Sandurski | Andreas Schröder |

### Tabela medalowa
| Lp. | Państwo         | Złoto | Srebro | Brąz |
| --- | --------------- | ----- | ------ | ---- |
| 1   | ZSRR            | 6     | 2      | 2    |
| 2   | Bułgaria        | 2     | 1      | 4    |
| 3   | Jugosławia      | 1     | 0      | 0    |
| 4   | Polska          | 0     | 2      | 2    |
| 5   | RFN             | 0     | 2      | 0    |
| 6   | NRD             | 0     | 1      | 1    |
|     | Węgry           | 0     | 1      | 1    |
| 8   | Turcja          | 0     | 1      | 0    |
|     | Wielka Brytania | 0     | 1      | 0    |